# Beschleunigungsstreifen

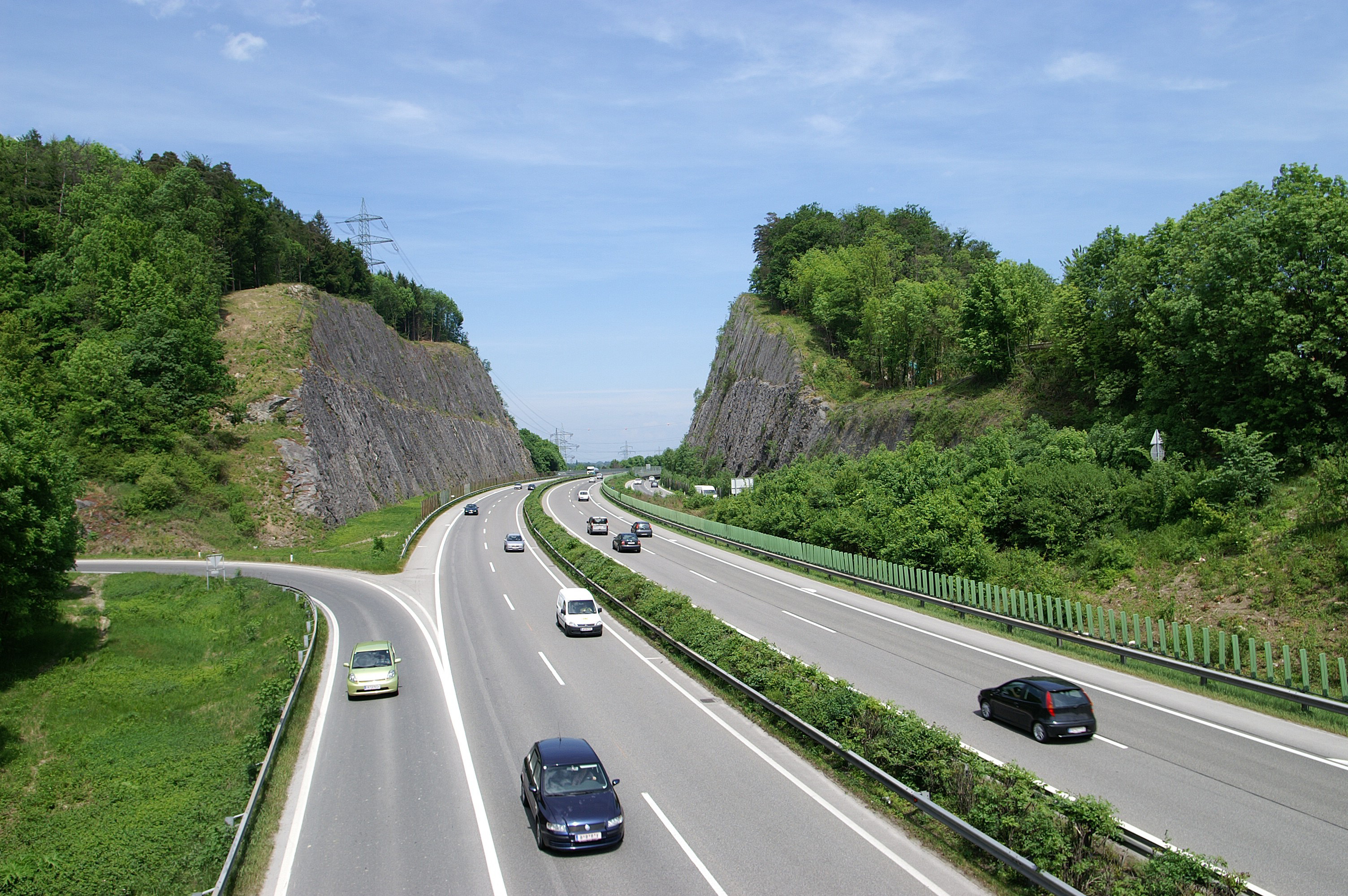
Links ist der Beschleunigungsstreifen zu sehen, der von einem hellgrünen Auto befahren wird.

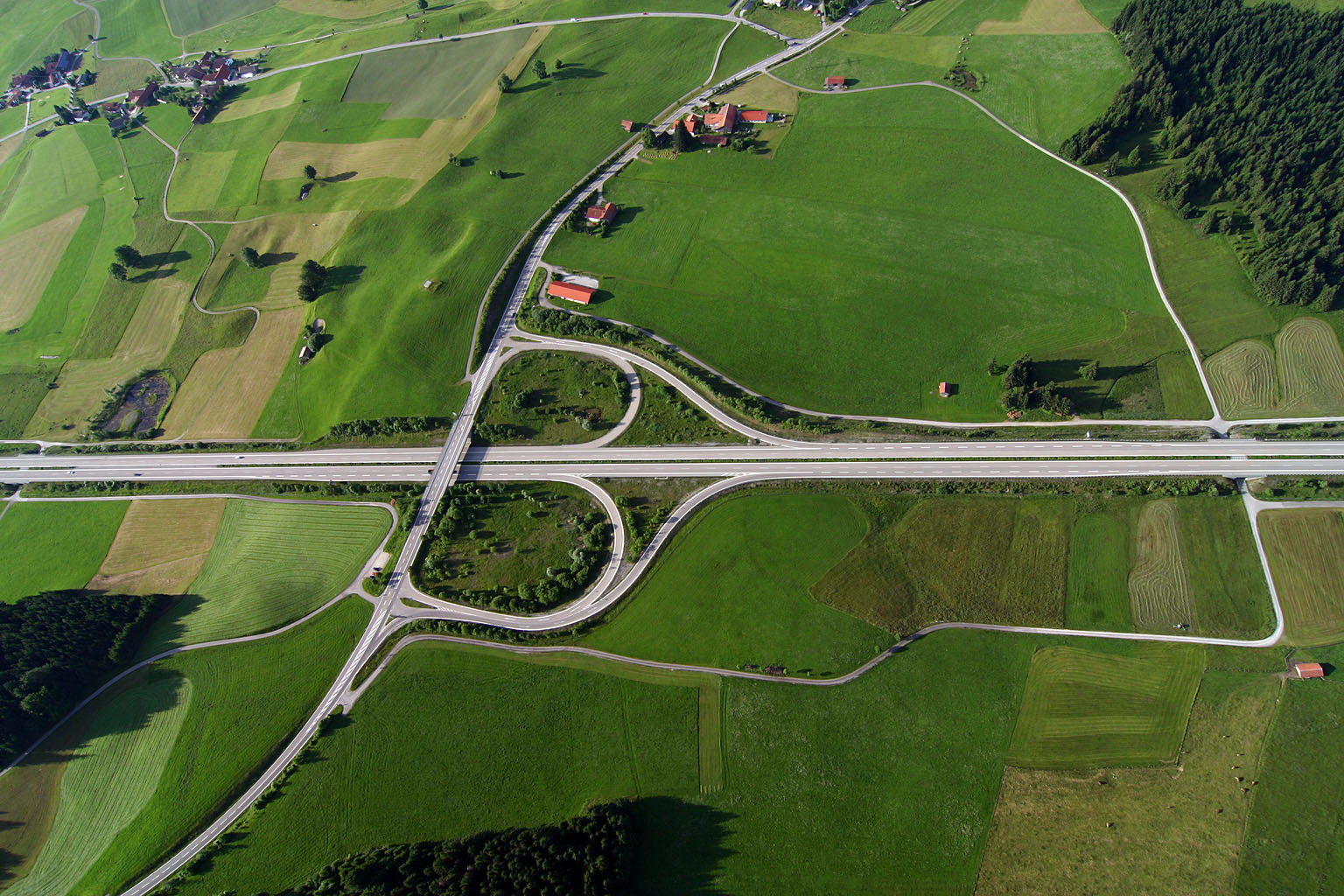
Vogelperspektive einer Autobahnauffahrt mit Beschleunigungsstreifen

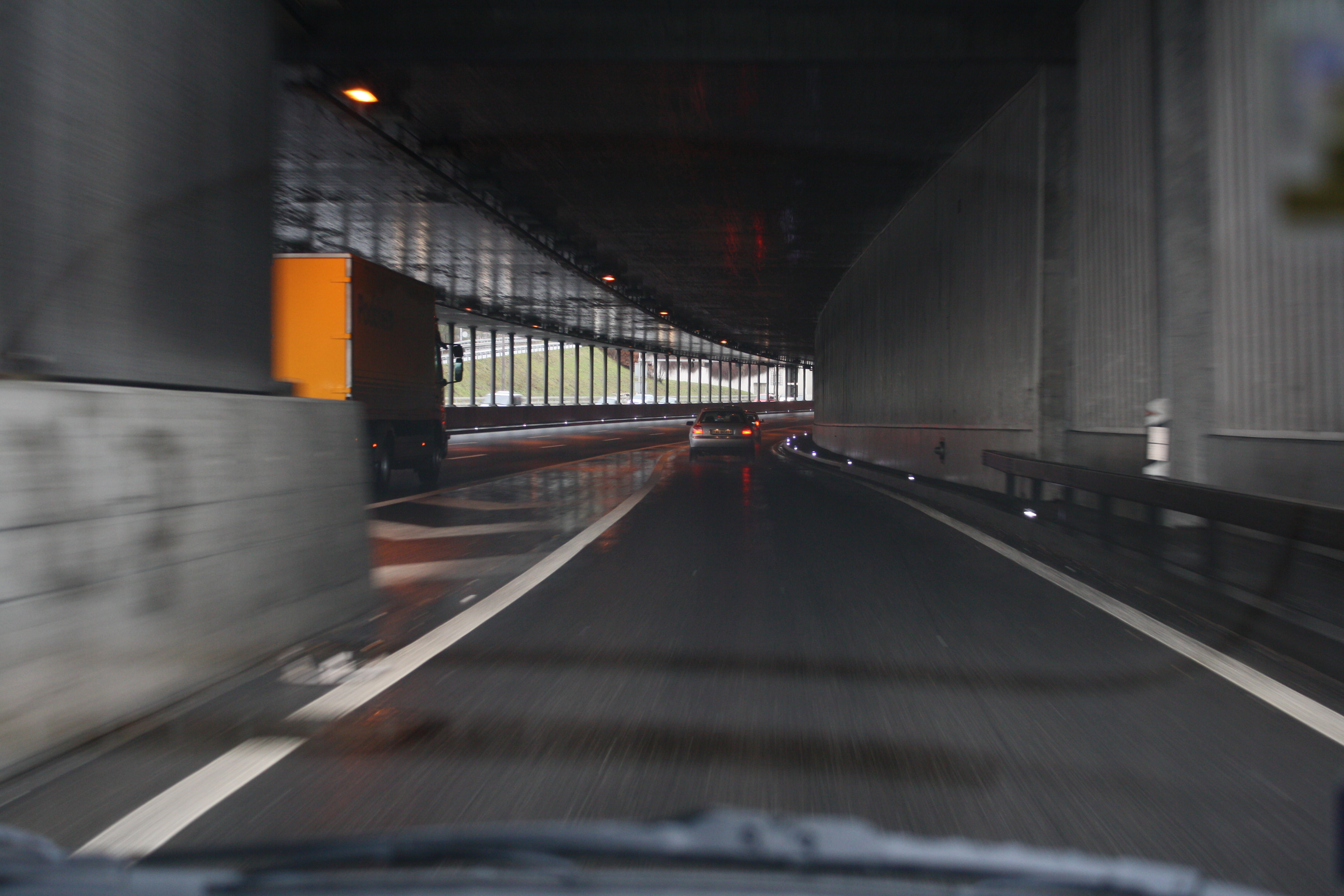
Beschleunigungsstreifen einer Schweizer Autobahn

Als Beschleunigungsstreifen oder Einfädelungsstreifen (fachsprachlich veraltet auch Beschleunigungsspur) wird die Auffahrt auf eine Autostraße oder Autobahn bezeichnet. Der Beschleunigungsstreifen dient dazu, den neu auf die Schnellstraße auffahrenden Verkehrsteilnehmern die Möglichkeit zu geben, noch vor dem endgültigen Auffahren auf die Hauptfahrbahn ungefähr dieselbe Geschwindigkeit wie der fließende Verkehr zu erzielen, so dass sie sich möglichst gefahrlos in den Fahrzeugstrom einfädeln können.

## Beschleunigungsstreifen in Deutschland
Auf Beschleunigungsstreifen darf schneller gefahren werden als auf dem danebenliegenden durchgehenden Fahrstreifen (§ 7a Abs. 2 StVO).
Der Beschleunigungsstreifen ist außer bei Stadtautobahnen in der Regel 250 m lang. Der Beschleunigungsstreifen endet, indem die Markierung des Fahrbahnrands vom rechten Rand des Beschleunigungsstreifens zum rechten Rand der Hauptfahrbahn mit einer Verziehung in Form von zwei quadratischen Parabeln auf einer Länge von 60 m verzogen wird.
Nachfolgend beginnt meistens ein Seitenstreifen, der entsprechend § 2 Abs. 1 Straßenverkehrs-Ordnung (StVO) kein Bestandteil der Fahrbahn ist. Er darf üblicherweise nicht befahren werden. Der Fahrer muss deshalb so fahren, dass er vor dem Ende des Beschleunigungsstreifens eingefädelt hat, schafft er dies nicht, so ist nach der gängigen Rechtsprechung am Ende des Beschleunigungsstreifens zu warten, bis sich eine Lücke ergibt.
Dies ist allerdings mit großen Gefahren verbunden. Zum einen muss der Fahrer es nun aus dem Stand heraus in den fließenden Verkehr schaffen. Aus dem Stand heraus ist das Einfädeln mit einem hohen Unfallrisiko verbunden. Zum anderen besteht die Gefahr, dass man durch das Abbremsen einen Auffahrunfall verursacht, weil der Fahrer hinter einem auf dem Einfädelungsstreifen nicht mit der abrupten Bremsung rechnet. Daher raten in vielen Fällen sogar Fahrlehrer oder der ADAC auf das Stehenbleiben zu verzichten und den Seitenstreifen solange weiter zu befahren, bis eine ausreichend große Lücke gegeben ist.
Nach § 12 Abs. 1 Nr. 3 und § 18 Abs. 8 StVO ist das Halten auf Beschleunigungsstreifen unzulässig.
Neben einem Beschleunigungsstreifen ist in der Regel kein Seitenstreifen vorhanden.

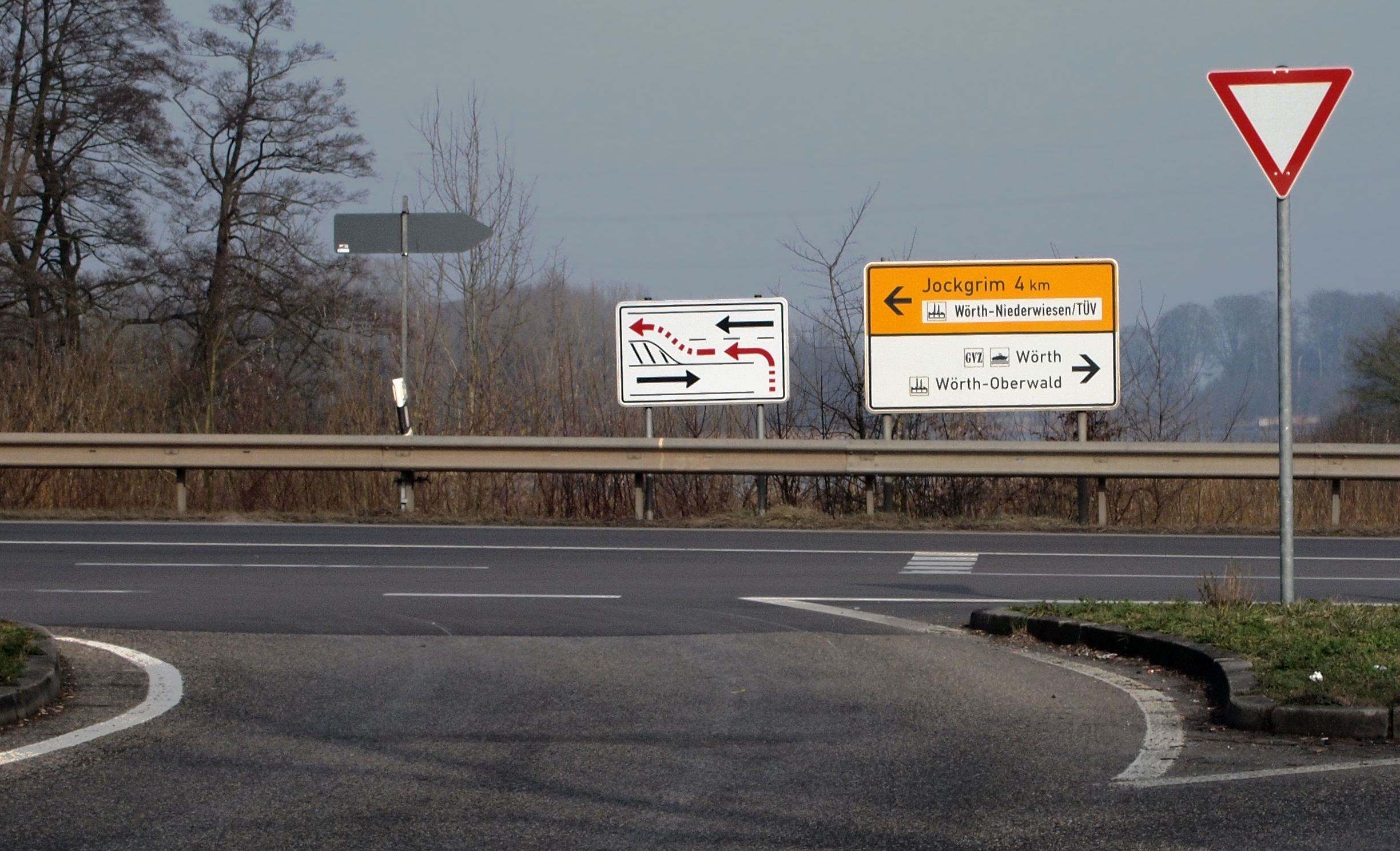
Eine Einfädelspur in Fahrbahnmitte erleichtert das Einbiegen nach links.

## Beschleunigungsstreifen in Österreich
Der Beschleunigungsstreifen ist in § 2 Abs. 1 Nr. 6c Straßenverkehrsordnung 1960 (StVO 1960) definiert.
Auch in Österreich darf auf dem Beschleunigungsstreifen an einem auf derselben Fahrbahn in der gleichen Richtung fahrenden Fahrzeug vorbeigefahren werden (§ 2 Abs. 1 Nr. 29 StVO 1960).
Der dem Beschleunigungsstreifen anschließende Pannenstreifen darf nicht befahren werden (§ 46 Abs. 4 lit. d StVO 1960). Benutzung des Pannenstreifens ausschließlich als „Plan B“ zur Gefahrenvermeidung und weiteren Beschleunigung des Fahrzeuges ↔ Folgefehler eines falschen Verhaltens vor bzw. zu Beginn des Beschleunigungsstreifens oder Fehlverhalten anderer Verkehrsteilnehmer.

## Beschleunigungsstreifen in der Schweiz
In der Schweiz darf auf dem Beschleunigungsstreifen von Einfahrten bis zum Ende der Doppellinien-Markierung rechts vorbeigefahren werden (Art. 36 Abs. 5 VRV).
Wenn das Einfädeln nicht gelingt, darf die Fahrt notfalls auf dem Pannenstreifen fortgesetzt werden; am Ende des Beschleunigungsstreifens sollte nicht angehalten werden.